# Мінаков Дей Михайлович
Дей (Юхим) Михайлович Мінаков (1817 (?), Новомосковськ — ?, Катеринослав) — міський голова Катеринослава, купець І гільдії, потомствений почесний громадянин (1873 рік).

## Біографія
Дей Мінаков народився у Новомосковську. З 1852 року став купцем II гільдії, а з 1862 року купцем І гільдії. З того часу переїхав до Катеринослава. Був обраний гласним до міської думи з правом голосу.
Разом з сином Михайлом входив до складу опікунської ради Катеринославських губернських жіночих училищ. Був у складі комісії Новомосковського повітового опікунства дитячих сиротинців (разом з рідними братами: Денисом і Єгором). Також був у складі Катеринославських повітових земських зборів від міських мешканців як купець першої гільдії.

## Діяльність на посаді міського голови
На посаду обирався тричі: 1865—1868, 1871—1875, 1875—1877 роки.
За головування Дея Мінакова були розроблені правила з упорядкування міста, вулиці укладали бруківкою, з'явились таблиці з назвами вулиць і номерами будинків, а також сквери в нагірній частині. Також організовуються родинні купецькі вечори.
1871 рік — разом з братами заснував фірму «Дей, Денис і Михайло Мінакови», яка займалася торгівлею лісом.
1871 рік — міська дума надала дозвіл Олександру Полю на купівлю двох ділянок землі в Нагірній частині Катеринослава (наразі це будинку за адресами: Соборна площа, 10 і вулиця Акінфієва, 14 і 14а).

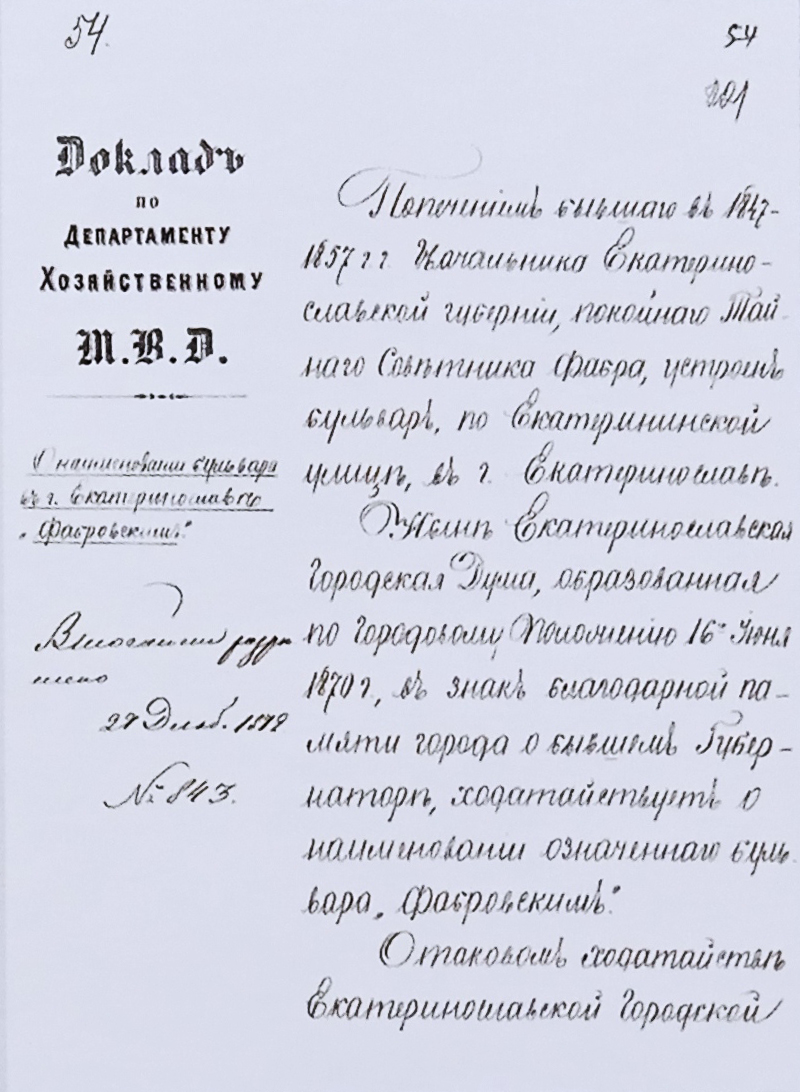
Височайший дозвіл на найменування бульварів в Катеринославі Фабровським, 22.12.1872

4 листопада 1872 року було відкрито міський громадський банк для кредитування городян. В цьому ж будинку (наразі Дніпропетровський фаховий мистецько-художній коледж культури) розміщувалося і поліцейське управління.
1872 рік — головний проспект міста назвали Фабровським бульваром, на честь губернатора Андрія Фабра.
1874 рік — створено медичне товариство.
1875 рік — ухвалене рішення «Про побудову кам'яних крамниць на Троїцькому ринку» (наразі декілька будівель в районі Свято-Троїцького собору).

## Родина
Найдавніший відомий представник роду — Михайло — жив у Москві, а його сини — купці Єгор, Дей та Денис жили спочатку в Новомосковську, а потім Дей та Денис переїхали до Катеринослава, а Єгор — на Стару Огрінь.

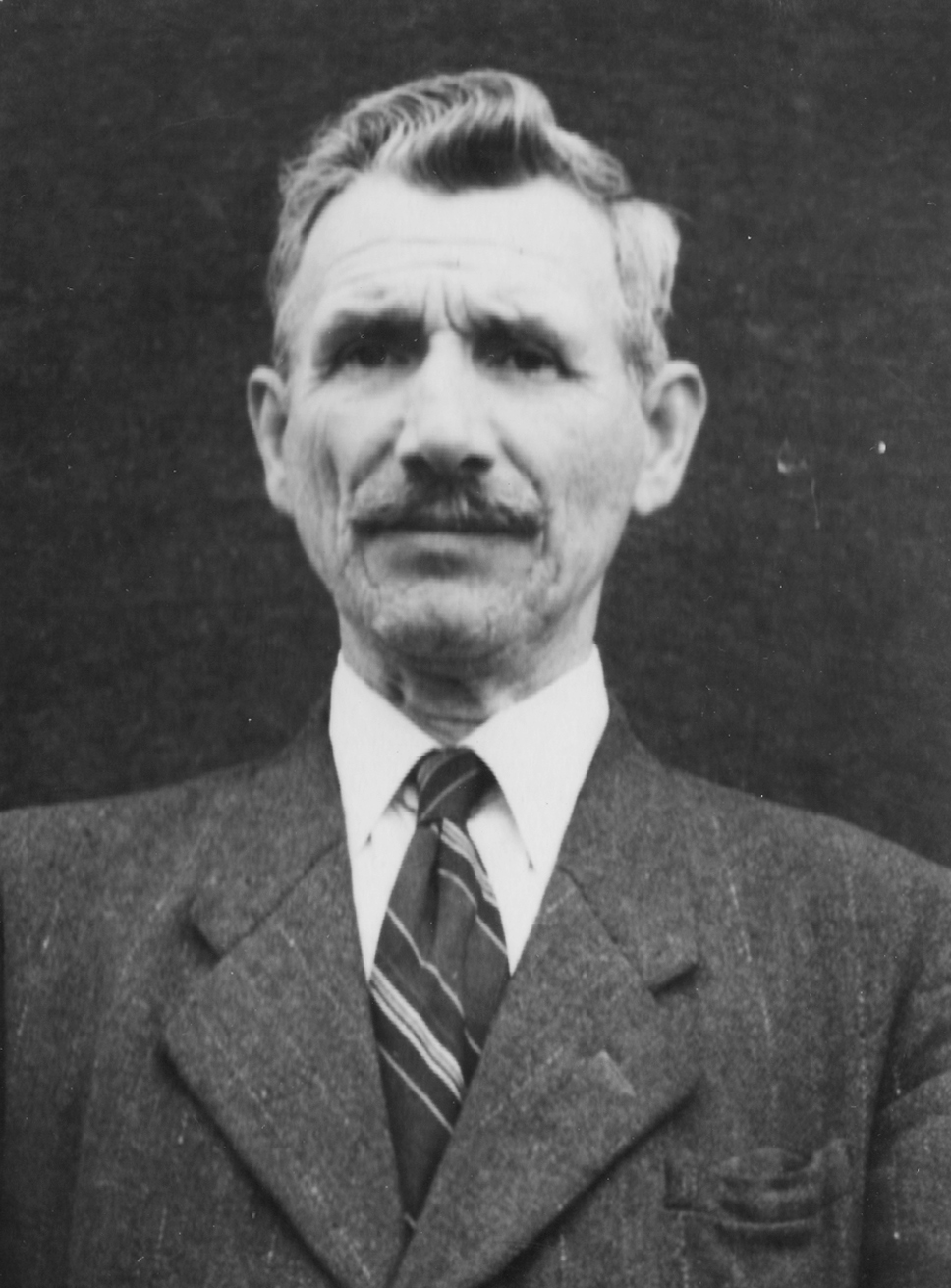
Ілля Мінаков, онук Дея Мінакова, 1970-ті роки

Дей Мінаков був двічі одружений. Перша дружина — Ганна Яківна Моісеєва (1819, Шульгівка — 23 грудня 1866 рік, Катеринослав, померла від водянки). Одружилися 18 жовтня 1835 року. Народила трьох синів: Михайло (народився у вересні 1837 року. Всі дати народження подані за старим стилем), Дмитро (народився 14 травня 1841 року) і Георгій (народився 6 січня 1843 року).
Від другого шлюбу народився ще один син — Василь. У того народилося також три сини: Олександр (1902), Григорій (1903) і Сергій (1906).
Прямі нащадки по лінії Дмитра Деєвича (Юхимовича) Мінакова:
- Ілля Дмитрович Мінаков (02.08.1898, Катеринослав — 29.03.1981, Кулебівка) — син.
- Маргарита Іллівна Мінакова (Якименко) (20.04.1925, Катеринослав — 28.12.2003, Дніпропетровськ) — донька Іллі Дмитровича.

Діти Маргарити Якименко:
- Всеволод Львович Якименко (13.03.1945, Дніпропетровськ) — заслужений артист РСФСР (1983), артист оркестру, концертмейстер віолончелей Великого Театру Москви (1982—2019).
- Ксенія Львівна Якименко (Москаленко) (12.10.1947, Дніпропетровськ — 01.07.2012, Дніпропетровськ).
- Ігор Львович Якименко (06.07.1962, Дніпропетровськ) — відомий гравець дніпропетровської команди «Що? Де? Коли?» (команда Антоненко), надалі продюсер цієї програми на ОРТ, засновник ТРК «Якименко», ведучий та засновник програми «Довгань шоу».

Нащадки:
- Надія Всеволодівна Якименко (02.05.1974, Київ) — громадянка Португалії. Донька Всеволода Львовича Якименко.
- Дмитро Валерійович Москаленко (01.10.1975, Дніпропетровськ), — дніпровський спортивний журналіст. Син Ксенії Львівни Якименко.
- Анастасія Ігорівна Якименко (Півень) (03.12.1982, Дніпропетровськ). Донька Ігоря Львовича Якименко.
- Василь Ігорович Якименко (13.03.1999, Москва). Мешкає у США. Син Ігоря Львовича Якименко.